# Emilio Salafia
Emilio Salafia (Palermo, 10 ottobre 1910 – Palermo, 24 maggio 1969) è stato uno schermidore italiano, specializzato nella sciabola. Ha vinto due medaglie d'argento nella scherma ai Giochi olimpici.

## Palmarès

### Risultati élite
In carriera ha ottenuto i seguenti risultati:
Giochi olimpici
Individuale
A squadre
- Argento nella sciabola ad Amsterdam 1928
- Argento nella sciabola a Los Angeles 1932

Mondiali
Individuale
A squadre
- Argento nella sciabola a Liegi 1930
- Argento nella sciabola a Vienna 1931
- Argento nella sciabola a Budapest 1933
- Argento nella sciabola a Varsavia 1934
- Argento nella sciabola a Losanna 1935